# Монастеревин (станция)
Монастеревин — железнодорожная станция, открытая в 1847 году и обеспечивающая транспортной связью одноимённый посёлок в графстве Килдэр, Республика Ирландия. В период с 1976 по 2001 года станция была закрыта.

## Достопримечательности
Из-за непривычного числа мостов посёлок Монастеревин называется «Венецией Ирландии».